# Arme à pied
Dans l'armée française, on appelle armes à pied les troupes qui, traditionnellement, ne combattaient pas à cheval (typiquement l'infanterie).
La distinction entre arme à cheval et arme à pied n'a aujourd'hui plus aucun aspect fonctionnel. En revanche, elle influence encore le nom de certains grades et unités, ainsi que la couleur des boutons et insignes de grades.
Il existe des exceptions ou incohérences : par exemple, malgré les galons dorés de certains de ses personnels (gendarmerie mobile et garde républicaine), la Gendarmerie nationale fait partie des armes à cheval (grades, etc.). De telles exceptions  existent aussi dans d'autres corps de troupe (voir par exemple ci-dessous le cas des chasseurs à pied et alpins).

## Éléments de distinction des armes à pied

### Appellations
- Un groupe de soldats est appelé une section.
- Un groupe de sections est appelé une compagnie.

Les militaires du rang de grade plus élevé qu'un soldat sont appelés caporal, caporal-chef. Les sous-officiers subalternes sont appelés sergent, sergent-chef

### Boutons et insignes de grade
Les boutons et insignes de grade sont jaunes (ou dorés) au lieu du blanc (ou argenté) pour les armes à cheval. Lorsque les insignes comportent aussi du blanc, ils sont disposés inversement de la couleur de l'arme à cheval.
Ainsi, dans une arme à pied, le caporal-chef, le sergent et le sergent-chef ont des grades de couleur dorée.
L'adjudant porte  et l'adjudant-chef porte .
De même, un lieutenant-colonel porte  dans les armes à pied, alors qu'il porte   dans les armes à cheval.

## Liste des armes à pied
- Infanterie, sauf le corps des chasseurs alpins et à pied qui portent les galons aux couleurs des armes dites "blanches" (ou encore "à cheval").
- Génie
- Légion étrangère sauf le 1er régiment étranger de cavalerie
- Transmissions
- Troupes de marine
- École militaire interarmes
- Cadre spécial
- Corps des experts
- Corps technique et administratif
- Groupe de spécialité d'État-Major